# Laurence Jones (Bluesmusiker)
Laurence Jones (* 13. Februar 1992 bei Liverpool) ist ein britischer Bluesrock-Gitarrist, Sänger und Songwriter.

## Leben
Jones wuchs in Stratford-upon-Avon auf. Bereits mit sieben Jahren erhielt er klassischen Gitarrenunterricht; seine Vorbilder lernte er jedoch über die Plattensammlung seines Vaters kennen: die Groundhogs, Jimi Hendrix, Eric Clapton, Stevie Ray Vaughan und Rory Gallagher.
Als Jugendlicher hatte er seine erste Band namens „Free Beer“, mit 17 gründete er die „Laurence Jones Band“. Er begann ein Musikstudium an der University of Birmingham, das er zugunsten einer Tour mit Johnny Winter und Walter Trout abbrach. 2012 erschien sein Debütalbum Thunder in the Sky. Er tourte mit Wishbone Ash, Tony McPhee und anderen, bekam einen Vertrag bei Ruf Records und brachte 2014 sein zweites Album Temptation heraus, mit Walter Trout und Aynsley Lister als Gastmusiker.
2014 war Jones mit dem Blues Caravan in Europa unterwegs. In den Jahren 2014 bis 2016 erhielt er jeweils einen British Blues Award als „Young Artist of the Year“, 2016 zusätzlich in der Kategorie „Guitarist of the Year“. 2015 erschien das dritte Studioalbum What’s It Gonna Be, und eine Tour mit King King verschaffte Jones den endgültigen Durchbruch.
Das nächste Album Take Me High (2016) wurde von Mike Vernon produziert. Die nachfolgenden Alben The Truth (2017) und Laurence Jones Band (2019) erschienen bei Top Stop Music. Das siebte Studioalbum Destination Unknown (2022) kam dann bei Marshall Records heraus, ebenso wie Bad Luck & The Blues (2023).

## Auszeichnungen
- 2014–2016: British Blues Award als „Young Artist of the Year“
- 2016: British Blues Award als „Guitarist of the Year“
- 2016: European Blues Award als „Best Guitarist 2015“

## Diskografie
- 2012: Thunder in the Sky (Promise Records)
- 2014: Temptation (Ruf Records)
- 2014: Blues Caravan 2014 – live mit Christina Skjolberg und Albert Castiglia (Ruf)
- 2015: What’s It Gonna Be (Ruf)
- 2016: Take Me High (Ruf)
- 2017: The Truth (Top Stop Music)
- 2019: Laurence Jones Band (Top Stop)
- 2022: Destination Unknown (Marshall Records)
- 2023: Bad Luck & the Blues (Marshall)